# リゼロッテ・ランドベック
リゼロッテ・ランドベック（ドイツ語: Liselotte Landbeck、1916年1月13日 - 2013年2月15日）は、オーストリア、ウィーン出身のフィギュアスケート選手（女子シングル）。
1936年ガルミッシュ・パルテンキルヘンオリンピックベルギー代表。1934年世界選手権銅メダリスト。1934年・1935年欧州選手権銀メダリスト。

## 主な戦績
- 1931-35シーズンはオーストリア所属
- 1935-36シーズンはベルギー所属

| 大会/年            | 1931-32 | 1932-33 | 1933-34 | 1934-35 | 1935-36 |
| ------------------ | ------- | ------- | ------- | ------- | ------- |
| オリンピック       |         |         |         |         | 4       |
| 世界選手権         |         | 6       | 3       |         |         |
| 欧州選手権         | 5       | 6       | 2       | 2       | 4       |
| オーストリア選手権 | 5       | 2       | 1       | 1       |         |